# 4163 Saaremaa
4163 Saaremaa è un asteroide della fascia principale. Scoperto nel 1941, presenta un'orbita caratterizzata da un semiasse maggiore pari a 3,0293689 au e da un'eccentricità di 0,0443418, inclinata di 11,07890° rispetto all'eclittica.
L'asteroide è dedicato all'omonima isola estone.